# 99,5 FM (São Paulo)
99,5 MHz é uma frequência de rádio paulista que foi concessionada em 1978 ao Grupo Diário do Grande ABC do município de Santo André/SP e atualmente é cabeça de rede da Rede Aleluia.

## História
A frequência se notabilizou nos anos 1980 e 90 por abrigar a Rádio Scala 99 FM Stereo (escrevia-se Scala com uma única letra 'L'). Iniciou oficialmente suas operações em 1982 na frequência 99,3 MHz de Santo André/SP com o nome fantasia Rádio Diário do Grande ABC FM.
Sua programação seguia o formato Easy Listening, alternando músicas clássicas, instrumentais e orquestrais. No casting de apresentadores contava com Rolando Marques "A Voz de Ouro do Grande ABC" e Wilson Versolato que comandava o "Música ao Cair da Tarde". Uma de suas atrações mais notáveis era a transmissão diária do som do mosteiro de São Bento, quando os sinos assinalavam 18 horas.
Em 1988, já com sua marca reduzida para Grande ABC FM, é transferida para a região da Avenida Paulista em São Paulo, e rebatizada para Rádio Scala 99 FM Stereo.
Em 12 de dezembro de 1989, uma programação especial comemorava os sete anos da Scala 99 FM, com mensagens de Adilson Godoy, Pedrinho Mattar, Anilson Godoy, Ray Connif, Mario Albanese e Les Elgart.
No final de 1995, foi vendida por US$ 8,5 milhões para a Igreja Universal do Reino de Deus (IURD) sendo transformada em Rádio 99.3 FM - Sintonizada com a Vida, até que em 1998 passou a ser denominada como Rede Aleluia.
Com a venda para a IURD, o Grupo Diário do Grande ABC descontinuou suas operações em rádio e aposentou a marca Scala FM, que acabou sendo absorvida pela Rede Mundial de Comunicações e transformada em Scalla FM (com duas letras 'L').
No dia 1.º de janeiro de 2019, a Rede Aleluia 99,3 FM de Santo André/SP passou a ocupar a frequência 99,5 MHz, alteração determinada pela Anatel que atendeu uma necessidade de reorganização do espectro FM entre a Grande São Paulo e o interior do estado.